# Danube Planum
Danube Planum est une mesa sur la base d'un rift à la surface d'Io, satellite galiléen de Jupiter.
Cette formation géologique est située sur l'hémisphère arrière (ouest) par 22,73° S et 257,44° W. Danube Planum couvre une surface de 244,22 km de diamètre et s'élève à une altitude de 5,5 km . La montagne est partagée par un canyon de 15 à 25 km de large selon un axe nord-est sud-ouest. Ce canyon partage la montagne en deux principales structures géologiques, une montagne à l'est et l'autre à ouest, avec au sud de la fracture une série de blocs terminant la fracture. La marge supérieure du plateau est marquée par un escarpement de 2,6 à 3,4 km de haut. Les mouvements de masse sous la forme de dépôts de glissements de terrain sont visibles le long de la base de la moitié ouest du Danube Planum. Deux dépressions volcaniques, connues sous le nom paterae, se trouvent aux extrémités nord et sud de la montagne. Le volcan Pélé, à l'extrémité nord du Danube Planum, est l'un des plus actifs sur Io. Les caractéristiques de surfaces qui ont contribué à former Danube Planum peuvent également avoir agi comme un goulot pour le magma qui s'éleve à la surface de Pélé.
En 1985 l'Union astronomique internationale a officialisé le nom de la montagne, inspiré de celui du Danube (le fleuve), l'un des nombreux endroits où passa Io durant ses errances.